# Hatillo de Loba (ort)
Hatillo de Loba är en ort i Colombia.   Den ligger i departementet Bolívar, i den norra delen av landet, 500 km norr om huvudstaden Bogotá. Hatillo de Loba ligger 28 meter över havet och antalet invånare är 3 639.
Terrängen runt Hatillo de Loba är platt. Runt Hatillo de Loba är det ganska tätbefolkat, med 65 invånare per kvadratkilometer. Närmaste större samhälle är El Banco, 12,3 km öster om Hatillo de Loba. Omgivningarna runt Hatillo de Loba är huvudsakligen savann.